# 건축선

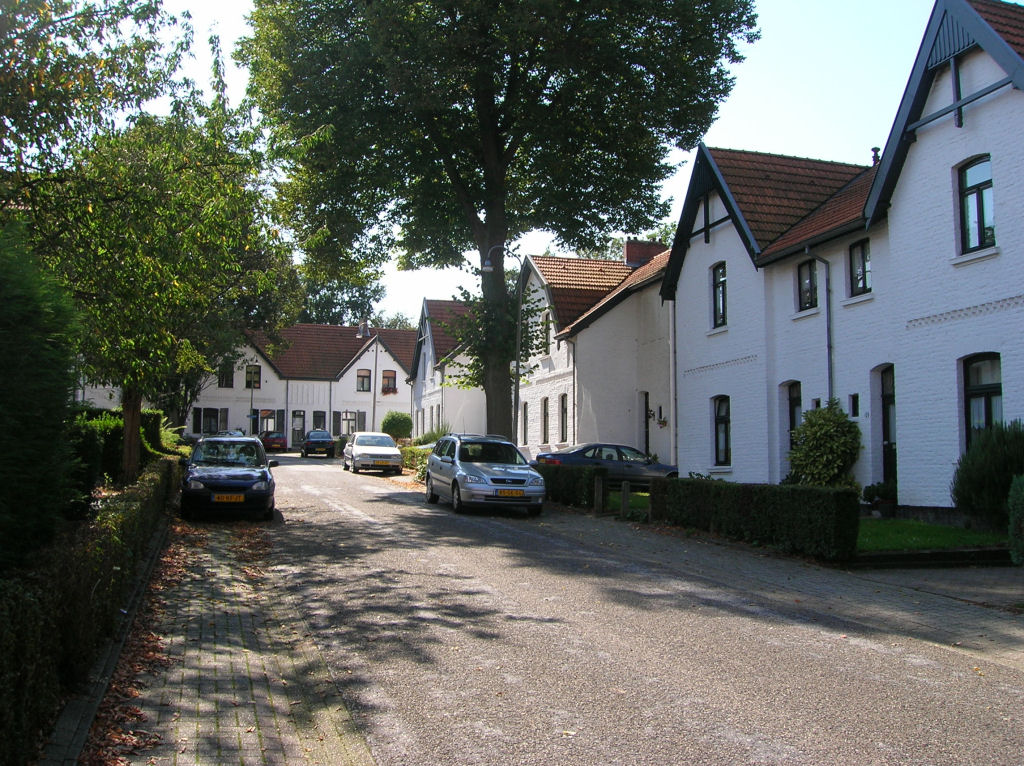
파사드는 건축선 뒤로 후퇴한다.

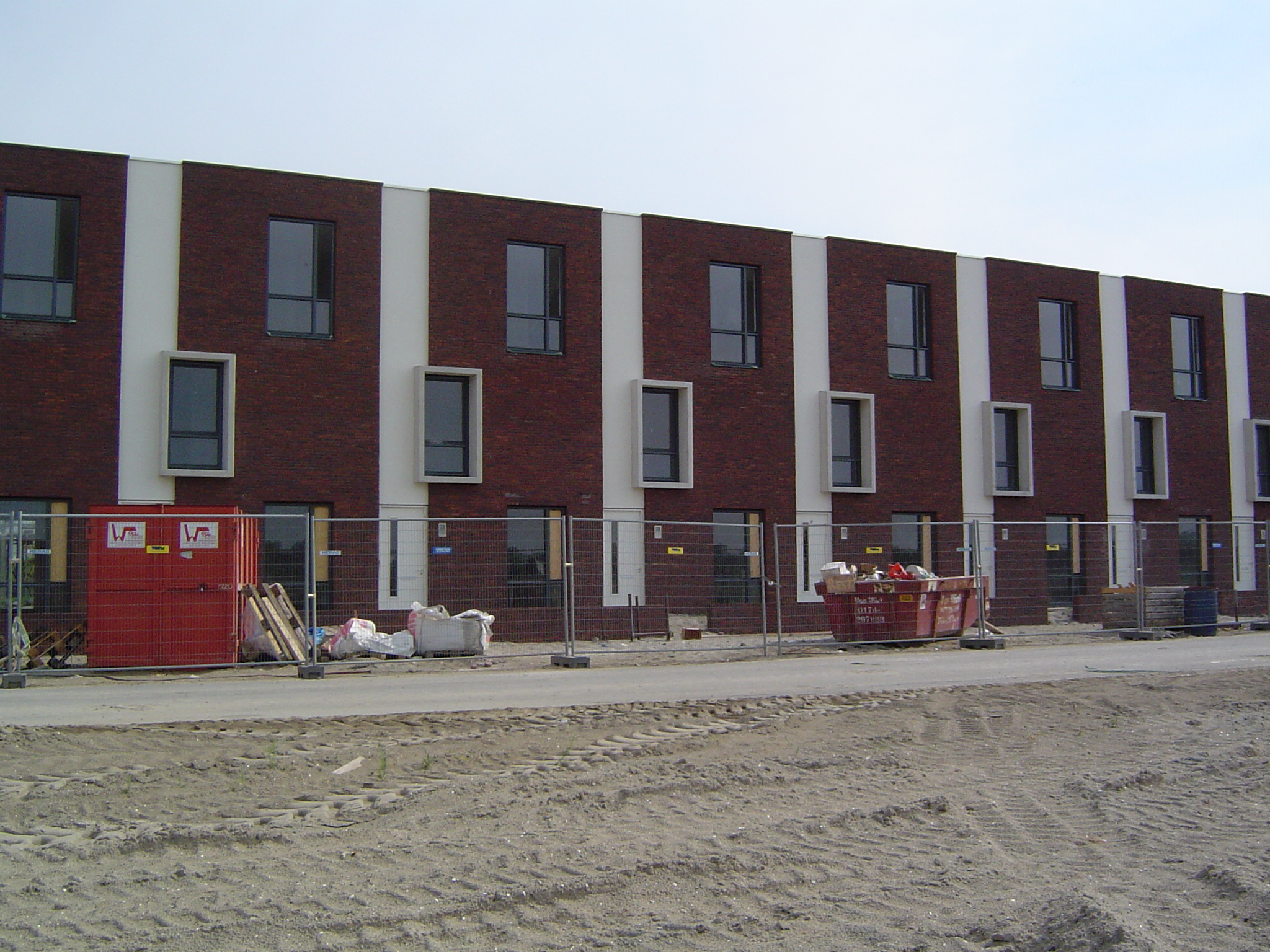
사람들은 건축선까지 건물을 짓는 경우가 많다. 그래서 신축한 집들은 종종 일직선으로 서 있다.

건축선(建築線)은 정부가 공유지와 사유지의 경계를 설정한 선이다.

## 유용한 점
건축선의 위치는 굴착 작업을 수행할 때 중요시된다. 천연가스, 수도, 전기를 공급하는 배관은 건축선에 인접해 있으므로 배관 연결을 위해 굴착이 거의 필요하지 않다. 굴착 작업을 수행할 때 배관의 손상을 막기 위해 건축선 바깥을 파지 않아야 한다. 따라서 정부의 허가 없이 공유지의 굴착은 금지된다.
건축선의 위치는 배관을 연결할 때에도 중요하다. 주 배관에서 분기해서 계량기까지 이어지는 거리가 너무 길어서는 안 되기 때문이다.
건물이 건축선에서 너무 멀리 떨어져 있는 경우 천연가스, 수도, 전기 사업자는 건축선 가까이에 계량기를 배치하도록 요구할 수 있다. 이는 특히 가스미터를 설치할 때, 안전상의 이유로 엄격한 기준이 적용되고 배관에서의 압력 손실을 방지하기 위해서 행해진다.
건축선을 따라서 건물이 배치되면 건물이 뚜렷하게 배치되고 조화로운 가로 경관을 연출할 수 있지만, 비교적 오래 전에 건축된 건물의 배치는 잘 정돈된 건축선을 보여주지 못한다.

## 한국의 건축선
한국의 건축선은 「건축법」에 대지와 도로의 경계선으로 하며, 다만, 제2조제1항제11호에 따른 소요 너비에 못 미치는 너비의 도로인 경우에는 그 중심선으로부터 그 소요 너비의 2분의 1의 수평거리만큼 물러난 선을 건축선으로 하되, 그 도로의 반대쪽에 경사지, 하천, 철도, 선로부지, 그 밖에 이와 유사한 것이 있는 경우에는 그 경사지 등이 있는 쪽의 도로경계선에서 소요 너비에 해당하는 수평거리의 선을 건축선으로 하며, 도로의 모퉁이에서는 대통령령으로 정하는 선을 건축선으로 한다고 되어 있다.
또 「지구단위계획수립지침」에 가로경관이 연속적으로 형성되지 않거나 벽면선이 일정하지 않을 것이 예상되는 경우, 건축물 전면에 생기는 공지(空地)가 일정하지 않아 외부공간이 효율적으로 이용되지 못할 것이 예상되는 경우, 가로경관에 일정한 특성을 부여할 필요가 있는 경우, 연속된 가로경관과 보행성을 확보할 필요가 있는 경우에는 건축지정선·벽면지정선·건축한계선·벽면한계선 등을 지정하여 건축물이 적정하게 배치되도록 할 수 있다고 되어 있다. 건축지정선은 가로경관이 연속적인 형태를 유지하거나 구역내 중요 가로변의 건축물을 가지런하게 할 필요가 있는 경우에, 벽면지정선은 특정지역에서 상점가의 1층벽면을 가지런하게 하거나 고층부의 벽면의 위치를 지정하는 등 특정층의 벽면의 위치를 규제할 필요가 있는 경우에, 건축한계선은 도로에 있는 사람이 개방감을 가질 수 있도록 건축물을 도로에서 일정거리 후퇴시켜 건축하게 할 필요가 있는 곳에, 벽면한계선은 특정한 층에서 보행공간(공공보행통로 등) 등을 확보할 필요가 있는 경우에 지정한다고 되어 있다.

## 일본의 건축선
일본의 건축선은 그 이상 건축물이 돌출해서는 안되는 도로와 부지의 경계선을 말한다.
일본의 건축선 제도는 시가지건축물법(市街地建築物法)에 처음으로 채용되었다. 이는 1875년 프로이센이 제정한 「프로이센 건축선법(Fluchtlinien-Gesetz)」의 건축선 제도를 바탕으로 하고 있다.
현대에서는 건축기준법(建築基準法) 제42조 제2항에 따라 폭이 1.8m 이상 4m 미만인 도로의 경우 중심에서 2m 후퇴한 선을 건축선으로 지정할 수 있다.

## 구소련 국가의 건축선
구소련 국가의 건축선은 각국의 도시계획 법률에서 유사한 정의를 사용한다. 우크라이나에서 기존 및 계획 거리, 도로, 광장 및 기타 목적을 위한 토지를 개발 구역과 구분하는 선이다. 벨로루시에서 건축선은 개발 또는 기타 용도로 의도된 토지에서 거주지의 공공용지를 분리하도록 설계된 도시계획상의 선이다. 카자흐스탄에서 건축선은 거리(통로, 광장)에서 거주지의 영역을 구분하는 경계이다. 타지키스탄에서 건축선은 개발 또는 기타 용도로 의도된 지역에서 거리, 광장, 도로, 철도, 전력선 및 통신선을 분리하기 위한 도시계획상의 선이다.

## 러시아의 건축선
러시아의 건축선은 공공지의 경계를 표시하는 선이며 단지 계획 문서에서 설정, 수정, 폐지될 수 있다.
건축선은 「빨간색 선」이라고 하는데 사유지와 공공 영역을 구분한다. 단지 계획 문서의 지도에 표시된 색상에 따라 이름이 지정되었다.
건축선은 도면에 표시된다. 도시 지역에서 다양한 기능적 목적의 구역은 경계가 건축선을 고려해서 설정된다. 토지의 경계 설정은 건축선을 고려할 수 있다.
2004년 러시아 도시계획법은 건축선의 개념을 도시 및 지역 주거지의 거리, 차도 및 광장에서 계획 구조의 구역, 소구역 및 기타 요소의 영역을 분리하는 경계로 확장했다. 1998년 러시아 도시계획법에는 '개발규제선'이라는 개념이 포함되어 있었는데, 이는 건물과 각종 구조물을 배치할 때 설정되는 경계를 의미한다.

## 네덜란드의 건축선
네덜란드의 건축선은 공사 중 넘을 수 없는 선이다. 이 선은 지방 자치체에 의해 결정되며 공간 계획에 규정된다. 전면과 후면 건축선은 건물의 전면과 후면 파사드의 위치를 결정한다. 따라서 캐노피나 인도가 건축선을 초과하면 금지된다.

## 벨기에의 건축선
벨기에의 건축선은 3개 지역마다 다르다. 예외는 고속도로와의 경계이다.
플란데런 지역에서 건축선은 공공 도로와 인접한 주택 사이의 현재 또는 미래의 경계이다. 플란데런 지역에서 지역 도로의 건축선을 설정하고 변경하는 절차는 2009년 5월 8일에 발표된 법령을 따른다. 도시 계획의 건축선은 2019년 5월 3일에 발표된 법령을 따른다.
따라서 플란데런에서 토지경계선과 건축선은 동일하지 않다. 종종 토지경계선과 건축선 사이에 사용되는 공개공간이 있다. 정원, 개인 주차장, 차고 등이다.